# Amador (historietista)
Amador García Cabrera, que firma como Amador, es un historietista e ilustrador español, nacido en Barcelona el 14 de julio de 1934. Trabajó fundamentalmente para el mercado exterior.

## Biografía
Tras probar con variados oficios, empezó a trabajar para la agencia Selecciones Ilustradas en 1958 produciendo cómics con destino a publicaciones extranjeras: Davy Crockett (Vaillant, 1960); Donely Rock  (1961); Dogfight Dixon (Fleetway, 1961), y hasta una biografía del futbolista Kevin Keegan.
En 1972 dibujó la serie bélica Commando para D.C. Thompson. 
Otras de sus series fueron Elephant Boy y Starlet para la editorial sueca Semic, Conny para la alemana Koralle-Verlag y Shi-Kai, der Rebel para Bastei-Verlag. También trabajó para la revista estadounidense "Creepy" y realizó varios episodios de Tarzán (1979).
En 1983, entintó y coloreó los lápices de Ambrós en la historieta El adivino de los ojos muertos, protagonizada por El Capitán Trueno y publicada en la Historia de los Comics de Toutain Editor.